# Schloss Kaulsdorf (Saale)

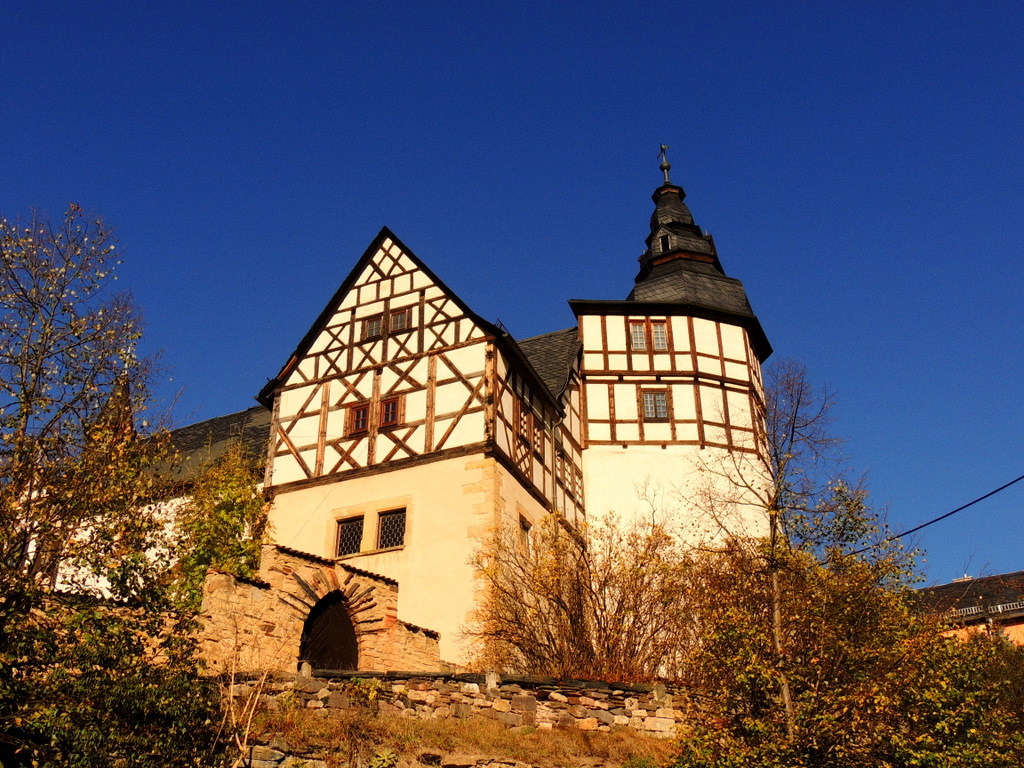
Schloss Kaulsdorf/Saale

Das Schloss Kaulsdorf befindet sich im gleichnamigen Ort im Landkreis Saalfeld-Rudolstadt in Thüringen.

## Lage
Das Kirchdorf Kaulsdorf (Saale) liegt am rechten Ufer der Saale im östlichen Saaleknie und der Bundesstraße 85, die früher eine Handels- und Heeresstraße von Nord nach Süd war, in einem erweiterten Tal mit hohen Bergen zwischen Wiesen und Feldern.
Schloss Kaulsdorf steht unterhalb von Schloss Eichicht auf einem spornartigen Felsvorsprung über der Altstraße von Saalfeld nach Nürnberg.

## Bauwerk
Das Gebäude erinnert an einen wohnturmartigen Baublock auf T-förmigen Grundriss mit einem Halbrundturm an der kurzen Seite. Teile des Gebäudes sind mit Fachwerk ausgestattet. Spuren eines Grabens sind noch zu erkennen, über den einst eine Zugbrücke führte. Es war wohl ein befestigtes Herrenhaus des Adels.

## Geschichte
Der Ort Chulisdorf ist eine Schenkung des Erzbischofs Anno von Köln 1074 an die Abtei Saalfeld. Später gelangten der Ort und der Adelssitz in den Besitz der Grafen von Orlamünde. Diese gaben 1346 den Burggrafen von Kirchberg das Dorf an der Saale.
Eine durch Gräben zusätzlich geschützte Burg lag an der Stelle des bis heute gut erhaltenen Schlosses. 1346 nannte man einen Siedelhof und meinte wohl die befestigte Anlage.

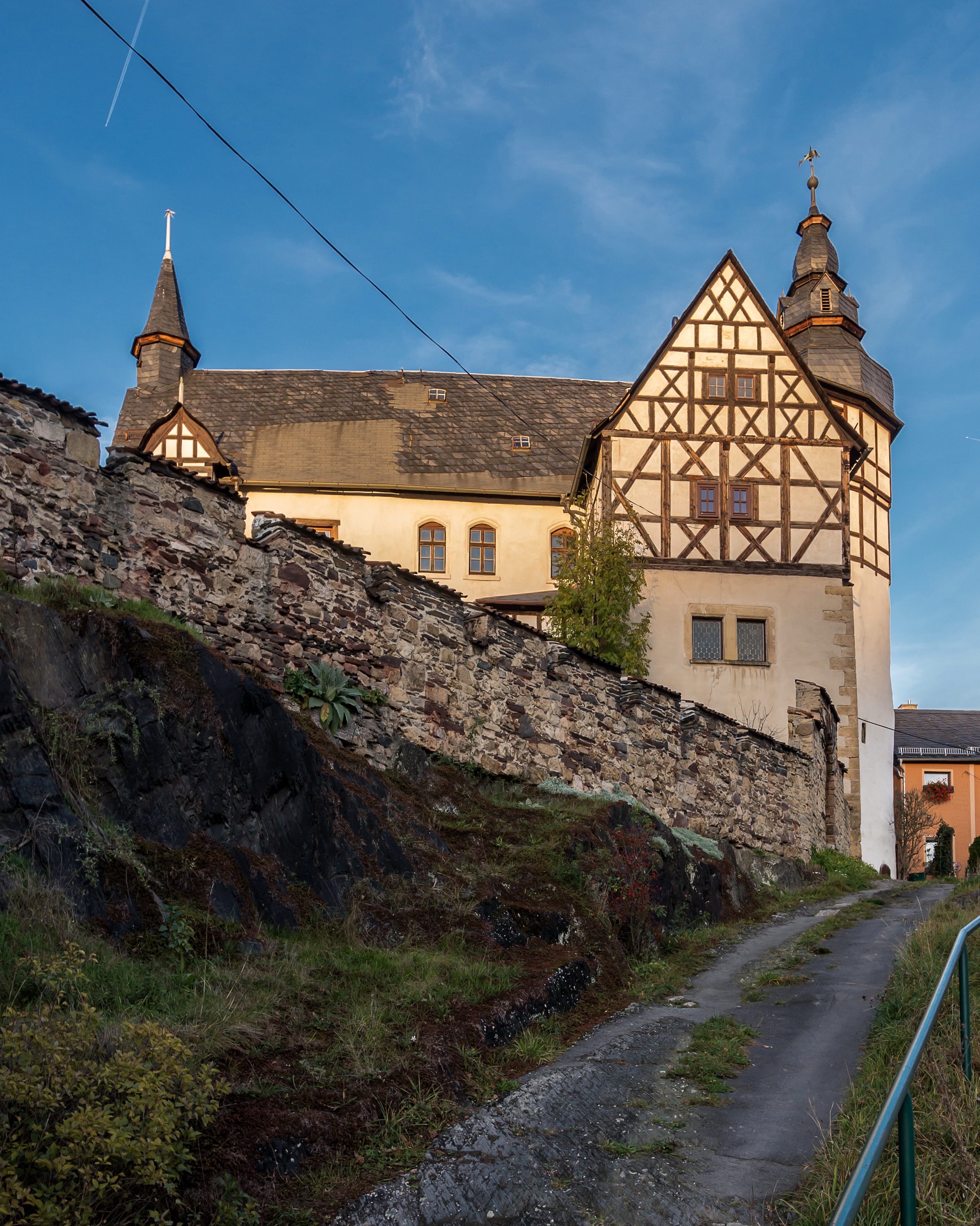
Schloss Kaulsdorf

Ursprünglich gehörte Kaulsdorf als Wettiner Lehen zur Grafschaft Orlamünde. 1426 erwarb der Kurfürst von Sachsen die Anlage und das Dorf. Der Orlamünder Landesteil Lauenstein wurde 1427 der Markgrafschaft Brandenburg-Bayreuth unter böhmischer Oberlehnsherrschaft zum Lehen aufgetragen und 1438 an die Schwarzburger, von diesen 1503 an die Mansfeld-Vorderort verkauft. Bereits 1506 veräußerten die Mansfeld den Ort an die von Thüna wiederkäuflich als Lehen für 12.000 Gulden unter Vorbehalt der Ritterlehne. 1560 kauften die von Thüna Kaulsdorf denen von Enzenberg (ein Drittel der Nutzfläche) ab, wobei über die Lehnsherrschaft einzelner Dörfer zwischen Wettinern, Markgrafen und Mansfeldern Streit bestand. Lauenstein wurde 1600 Reichslehen der von Thüna, die es aber 1622 an die Markgrafen verkauften, zu deren (strittigen) Zubehör Kaulsdorf nun wurde. Das Gut fiel 1631 an die von Streitberg, 1645 an die von Dobeneck. Das jetzige Schloss wurde 1678 auf den Grundmauern der Burg aufgebaut. Ein Dobeneck'sches Wappen hängt in der Kirche. Die Dobeneck vereinigten ihren Besitz 1687 mit dem Könitz’schen Besitz, der seit ca. 1370 bestand.
Praktisch übten die Wettiner vom 16. bis 18. Jahrhundert die Oberlehnsherrschaft aus. 1776 konnten die Mansfelder ihre Forderungen gegen Sachsen-Saalfeld beim Reichshofrat durchsetzen. Nach ihrem Aussterben 1780 besetzte Kursachsen unter Berufung auf eine Verpfändung der Ernestiner von 1567 die Exklave, die dann 1787 nach Protest der Markgrafen beim Reichshofrat wieder an diese fiel. Nach deren Regierungsverzicht 1791 fiel die Exklave an Preußen, das auch 1795 das Gut aufkaufte und parzelliert an Bauern und Bürger weiterverkaufte. 1814 verkaufte man auch das Schloss. Als Armenhaus nutzte es die Gemeinde im späten 19. bis ins 20. Jahrhundert. 1920 wurde es abermals verkauft. Die Anlage ging an den Jenaer Gynäkologen Dr. Walter Treupel. Ein Jahr später ließ er einen achteckigen Fachwerkaufsatz auf den Turm aufbringen. Seitdem ist dieser 25 Meter hoch. Während dieser Zeit ist das Schloss auch als Gaststätte genutzt worden. Heute ist es in Privatbesitz.